# Legasista
Legasista (迷宮塔路 レガシスタ, Meikyū Tōro Legasista) est un jeu vidéo de type action-RPG et dungeon crawler développé par System Prisma et édité par Nippon Ichi Software, sorti en 2012 sur PlayStation 3.

## Accueil
- IGN : 6,5/10[1]